# کارل دیوید اندرسون
کارل دیوید اندرسون (به انگلیسی: Carl David Anderson) (متولد ۳ سپتامبر ۱۹۰۵ در نیویورک – درگذشته ۱۱ ژانویه ۱۹۹۱) فیزیک‌دان آمریکایی بود که به خاطر اکتشاف پوزیترون در سال ۱۹۳۶ موفق به دریافت جایزه نوبل فیزیک گردید.
کارل از فرزندان مهاجرین سوئدی بود. او در ۱۹۳۰ توانست دکترایش را از مؤسسه فناوری کالیفرنیا بگیرد. او در میان تلاش‌هایش برای اندازه‌گیری طیف انرژی الکترون‌های فرعی ناشی از تابش کیهانی به صورت تصادفی توانست پوزیترون را کشف کند.